# Bacelarella fradei
Bacelarella fradei là một loài nhện trong họ Salticidae.
Loài này thuộc chi Bacelarella. Bacelarella fradei được Lucien Berland & Millot miêu tả năm 1941.